# Clarkia tembloriensis
Clarkia tembloriensis là một loài thực vật có hoa trong họ Anh thảo chiều. Loài này được Vasek mô tả khoa học đầu tiên năm 1964.